# ال-شوپ
ال-شوپ (نروژی: Elkjøp) یک شرکت خرده‌فروشی لوازم الکترونیکی و خانگی است که در سال ۱۹۶۲ توسط تریگوه فی اتلاند در نروژ تأسیس شد. این شرکت با بیش از ۴۰۰ شعبه در ۶ کشور و حدود ۱۰٬۰۰۰ کارمند، بزرگ‌ترین فروشگاه زنجیره‌ای لوازم الکترونیکی در کشورهای نوردیک محسوب می‌شود.

## تاریخچه
ال-شوپ در سال ۱۹۶۲ به‌عنوان یک فروشگاه کوچک لوازم الکترونیکی در نروژ آغاز به کار کرد. این شرکت به‌سرعت گسترش یافت و در دهه‌های بعدی به یکی از برجسته‌ترین خرده‌فروشان لوازم الکترونیکی در منطقه نوردیک تبدیل شد.
در سال ۱۹۹۹، ال-شوپ توسط دیکسونس کارفون، یکی از بزرگ‌ترین خرده‌فروشان لوازم الکترونیکی در اروپا، خریداری شد.

## فعالیت‌ها
ال-شوپ در کشورهای نروژ، دانمارک، فنلاند، ایسلند، گرینلند، و جزایر فارو فعالیت می‌کند. این شرکت در برخی کشورها با نام‌های تجاری مختلف مانند «الکو» (Elko) در جمهوری چک و اسلواکی، «ال-گیگانتن» (Elgiganten) در سوئد، و «ال-دینگ» (Elding) در ایسلند شناخته می‌شود.

### محصولات
ال-شوپ طیف گسترده‌ای از محصولات الکترونیکی و خانگی را ارائه می‌دهد، از جمله:
- لوازم الکترونیکی مصرفی (مانند تلویزیون، لپ‌تاپ، و تلفن‌های همراه)
- لوازم خانگی (مانند یخچال، ماشین‌لباس‌شویی، و اجاق‌گاز)
- لوازم جانبی فناوری اطلاعات (مانند هارد دیسک، کارت حافظه، و هدفون)

## نام شرکت
نام «ال-شوپ» از ترکیب دو کلمهٔ «ال» (مخفف «الکتریک» یا «الکترونیک») و «شوپ» (به معنای «فروشگاه» در زبان نروژی) گرفته شده است.

## جوایز و افتخارات
ال-شوپ به‌عنوان یکی از برترین خرده‌فروشان لوازم الکترونیکی در اروپا شناخته می‌شود و جوایز متعددی در زمینه‌های خدمات مشتری، نوآوری، و مسئولیت اجتماعی دریافت کرده است.

## تاریخچه
ال-شوپ در سال ۱۹۶۲ توسط تریگوه فی اتلاند در نروژ تأسیس شد و در سال ۱۹۹۹ توسط کمپانی چند ملیتی دیکسونس کارفون خریداری شده‌است.